# إحسان مراد شردم
المقدم إحسان مراد شردم حاكم نابلس، وقائد المفرزة الشركسية في حرب فلسطين عام 1948م
وُلد في مدينة القنيطرة عام 1900م. قاد القوات الشعبية السورية في جهات جسر الشغور وحلب محاصرا الفرنسيين باللاذقية معرقلا مساعيهم وخططهم الاستعمارية.

## حرب 1948
في مطلع عام 1948م لبّى الشراكسة في سوريا داعي الجهاد لتحرير أرض فلسطين العربية بمسارعتهم في الإنضمام إلى وحدات المجاهدين العرب في جيش الانقاذ العربي الذي قررت تشكيله جامعة الدول العربية من القوات العربية المتطوعة.

### المفرزة الشركسية
تمّ تشكيل مفرزة الشراكسة ضمن جيش الإنقاذ بقيادة المقدم إحسان شردم وكانت تتألف من كوكبتين أولاهما بإمرة النقيب أبو بكر شاشاني والثانية بإمرة الملازم أول إسماعيل أفموغات قردن من بلدة الخُشنية.
تحركت المفرزة إلى الأردن وعبرت نهر الأردن إلى الضفة الغربية من (فلسطين) وتمركزت في مناطق نابلس وطوباس وبلاطة وعُين قائد المفرزة المقدم احسان شردم حاكما عسكريا لمدينة نابلس وتوابعها.
خاضت المفرزة الشركسية ضِمن قوات جيش الإنقاذ التي كان يقودها فوزي القاوقجي معارك ضارية مع العدو الصهيوني المغتصب والحقت به خسائر فادحة. ومن هذه المعارك معركة وادي اللطرون ومعركة باب الواد ومشمار هايردن ورأس العين ومعركة مستعمرة النبي يعقوب شمال القدس وسقط العشرات من الشراكسة قتلى في سبيل الدفاع عن أرض فلسطين.
بعد حلِّ جيش الإنقاذ العربي عادت المفرزة الشركسية في حزيران 1948م إلى سوريا وانضمّت إلى صفوف الجيش السوري وخاضت معارك طاحنة مع العدو الإسرائيلي المحتل، أهمها معركة سمخ ومعركة دير فانيا ومعركة كعوش ومعركة تل الدريجات ومعركة نجمة الصبح ومعركة تل العزيزيات التي خاضتها وحدة شركسية خاصّة تم تشكيلها بقيادة المقدم جواد أنزور والذي استطاع استعادة التل من العدو المحتل ولكنه سقط قتيلا أثناء القتال، كما خاضت الوحدات الشركسية معركة بستان الخوري.
تم ترفيع احسان مراد شردم إلى رتبة مقدم في عام 1949م ثم أحيل إلى التقاعد.